# Игры Юго-Восточной Азии 1999
20-е Игры Юго-Восточной Азии прошли с 7 по 15 августа 1999 года в городе Бандар-Сери-Бегаван (Бруней). Это был первый случай, когда Игры Юго-Восточной Азии проходили на территории Брунея.

## Место
Игры проходили в Национальном спортивном комплексе имени Хассанала Болкиаха. Открывал Игры сам султан Хассанал Болкиах.

## Виды спорта
На Играх прошли соревнования по следующим видам спорта:
- Водные виды спорта
- Лёгкая атлетика
- Бадминтон
- Баскетбол
- Бильярд и снукер
- Боулинг
- Бокс
- Велоспорт
- Футбол
- Гольф
- Хоккей на траве
- Карате
- Лоун боулз
- Пенчак-силат
- Сепак такро
- Стрельба
- Сквош
- Настольный теннис
- Тхэквондо
- Теннис
- Драгонбот

## Итоги Игр
| Место | Страна    | Золото | Серебро | Бронза | Всего |
| ----- | --------- | ------ | ------- | ------ | ----- |
| 1     | Таиланд   | 65     | 48      | 56     | 169   |
| 2     | Малайзия  | 57     | 45      | 42     | 144   |
| 3     | Индонезия | 44     | 43      | 58     | 145   |
| 4     | Сингапур  | 23     | 28      | 45     | 96    |
| 5     | Филиппины | 20     | 26      | 41     | 87    |
| 6     | Вьетнам   | 17     | 20      | 27     | 64    |
| 7     | Бруней    | 4      | 12      | 31     | 47    |
| 8     | Мьянма    | 3      | 10      | 10     | 23    |
| 9     | Лаос      | 1      | 0       | 3      | 4     |
| 10    | Камбоджа  | 0      | 0       | 0      | 0     |